# لاواندیرا (توکانتینس)
لاواندیرا (به پرتغالی: Lavandeira) یک منطقهٔ مسکونی در برزیل است که در توکانتینس واقع شده‌است. لاواندیرا ۱٬۹۵۴ نفر جمعیت دارد.